# Ensemble Céladon
 (janvier 2024).
L’Ensemble Céladon est un ensemble français consacré à la musique ancienne, fondé en 1999 par le contre-ténor Paulin Bündgen et basé à Lyon. 

## Historique
Empruntant son nom au héros de L’Astrée d’Honoré d’Urfé, l’ensemble Céladon explore avec charme et fantaisie le patrimoine de la musique ancienne, cherchant à chacune de ses manifestations à réinventer la forme de ses concerts.
Mené par le chanteur Paulin Bündgen, l’Ensemble se plaît à arpenter le répertoire lié à son timbre de contre-ténor et cherche à s’échapper des sentiers battus entre musique médiévale, Renaissance et baroque.
Depuis sa formation en 1999, l’ensemble Céladon crée des programmes de concert à l’identité forte et originale tels que Deo Gratias Anglia, Devozioni Veneziane, Les Douze figures de Marie, À la Muse Céleste ou encore Nuits Occitanes. 11 disques composent à ce jour sa discographie.
L’Ensemble s’intéresse aussi bien à la recréation d’œuvres tombées dans l’oubli qu’à la réalisation de spectacles mis en scène : Sea Change, fruit du travail avec la chanteuse et compositrice de musiques actuelles Kyrie Kristmanson, créé à Venise puis programmé au Café de la Danse et au Théâtre de la Renaissance d’Oullins ; No Time in Eternity, né de la rencontre avec le compositeur Michael Nyman et accueilli par la Biennale Musiques en Scène de Lyon, le Théâtre de la Croix-Rousse ou encore LUX Scène nationale de Valence.
Poursuivant ses passerelles musicales, l’ensemble Céladon a créé ΙΕΡΟΣ | HIEROS, miroir entre conduits de l'École de Notre-Dame et compositions de Jean-Philippe Goude.
En résidence au Centre Scolaire St-Louis - St-Bruno à Lyon, l’Ensemble dirige et organise dans ce cadre la saison de concerts Les Rendez-vous de Musique Ancienne. Il a en outre été invité par la Chapelle de la Trinité - Les Grands Concerts de Lyon à recréer trois oratorios du premier baroque italien entre 2020 et 2024.
En 2025, l’Ensemble s’est associé à la compagnie de danse Hallet Eghayan pour créer le spectacle L’amour au loin. 
L’ensemble Céladon se produit dans de nombreux festivals français et européens comme Ambronay, Les Rencontres Musicales de Vézelay, Voix et Route Romane, Music in the Dales (UK), Les Nuits de Septembre (BE), Fondazione Pietà de' Turchini (IT), Julita (SE), Musica da Povoa de Varzim (PT), Tage Alter Musik Regensburg (DE).
- 1999 : fondation de l'ensemble Céladon
- 2000 : premier concert de l'ensemble
- 2006 : parution du CD Soledad tenguo de ti édité par Arion
- 2007 : parution du CD Absalone édité par Arion
- 2009 : parution du CD Funeral Teares en coproduction avec l'ensemble Les Jardins de Courtoisie édité par Zig-Zag Territoires
- 2010 : premier spectacle mis en scène de l'ensemble Céladon : Il était une Bergère, la farce d'Astrée et Céladon, avec le comédien Jacques Chambon
- 2012 : parution du CD Deo Gratias Anglia, édité par æon
- 2013 : participation au coffret L'Europe musicale de la Renaissance, édité par Ricercar
- 2014 : tournée et parution discographique du programme Nuits Occitanes pour Ricercar, concert anniversaire des quinze ans de l'ensemble à Lyon
- 2016 : collaboration avec le compositeur britannique Michael Nyman, création de la pièce No Time in Eternity au GRAME CNCM[1]
- 2017 : collaboration avec le compositeur français Jean-Philippe Goude pour la création du programme ΙΕΡΟΣ | HIEROS[2], parution du CD No Time in Eternity édité par æon
- 2018 : mise en place et enregistrement du programme Salve Regina, consacré au compositeur vénitien Natale Monferrato, création du programme À la Muse Céleste consacré à Gaspard Paparin
- 2019 : sortie de l’album Salve Regina Natale Monferrato chez Ricercar, création de la version scénique de Sea Change avec Kyrie Kristmanson[3], premier concert à la Chapelle de la Trinité à Lyon dans le cadre des Grands Concerts
- 2021 : sortie de l’album ΙΕΡΟΣ | HIEROS chez Fuga libera, création de l’oratorio L’offerta del core humano de Giovanni Legrenzi à la chapelle de la Trinité à Lyon dans le cadre des Grands Concerts
- 2022 : enregistrement et sortie de l’album Under der Linden édité par Ricercar, consacré aux Minnesänger ; concerts en France, Allemagne et Belgique ; passage sur Générations France Musique, le live[4]
- 2023 : création de l’oratorio L'Uomo in bivio de Antonio Giannettini à la Chapelle de la Trinité à Lyon dans le cadre des Grands Concerts, création du programme Chimère, en collaboration avec Odyssée ensemble & cie
- 2024 : enregistrement et sortie de l’album de chansons de trouvères Au douz tens nouvel édité par Ricercar et passage sur Générations France Musique, le live[5] ; création de l’oratorio Il Trionfo della Grazia d’Alessandro Scarlatti à la Chapelle de la Trinité à Lyon dans le cadre des Grands Concerts ; création du spectacle Antonia, de sang froid, écrit et mis en scène par Réda Chéraitia ; création de Primavera[6], concert anniversaire des 25 ans au Musée Gadagne à Lyon[7].
- 2025 : création du spectacle L’amour au loin avec la compagnie de danse Hallet Eghayan sur des musiques de Henry Purcell.

## Discographie
- Soledad tenguo de ti, musique de la Renaissance portugaise (Arion 2006)
- Absalone, cantates sacrées de Maurizio Cazzati (Arion 2007)
- Funeral Teares, de John Coprario (Zig Zag Territoires 2009)
- Deo Gratias Anglia, musiques de la Guerre de Cent Ans (Æon 2012)[8]
- La musique de l'Europe à la Renaissance, coffret (Ricercar 2013)
- Nuits Occitanes, chansons de troubadours (Ricercar 2014)
- The love songs of Jehan de Lescurel (Ricercar 2016)
- No Time in Eternity, de William Byrd et Michael Nyman (æon 2017)
- Salve Regina, motets de Natale Monferrato (Ricercar 2019)
- ΙΕΡΟΣ | HIEROS, conduits de l'École de Notre-Dame et compositions de Jean-Philippe Goude (Fuga libera 2021)
- Under der Linden, chansons de Minnesänger (Ricercar 2022)
- Au douz tens nouvel, chansons de trouvères (Ricercar 2024)